# 2932 Kempchinsky
2932 Kempchinsky este un asteroid din centura principală, descoperit pe 9 octombrie 1980 de Carolyn Shoemaker.